# گرو (دهانه)
گرو یک دهانه برخوردی در ماه‌ است.

## دهانه‌های اقماری
این دهانه ۱ دهانه اقماری دارد.
| Grove | عرض جغرافیایی | طول جغرافیایی | قطر         |
| ----- | ------------- | ------------- | ----------- |
| Y     | ۳۷.۴° N       | ۳۱.۷° E       | ۳.۰ کیلومتر |